# Quince bajo la lona
Quince bajo la lona és una pel·lícula espanyola de comèdia dirigida per Agustín Navarro Cano basada en la novel·la de Luis F. Conde, estrenada el 15 de gener de 1959. Va ser un gran èxit en el moment de la seva estrena.

## Argument
S'ambienta durant un estiu en el campament El Robledo, vora la Granja de San Ildefonso, on quinze aspirants de la Vuitena Companyia de la Milícia Universitària opten al títol d'oficial. Es narra la convivència, a vegades difícil, i la relació que mantenen amb les seves xicotes.

## Repartiment
- Antonio Ozores és Carlos, un aspirant ric i molt mandrós.
- Pedro Beltrán és Cimarro, l'aspirant casat que enyora a la seva esposa.
- Ángel Aranda és Eduardo, tímid i pudorós
- Carlos Larrañaga és Fernando, un crápula pocavergonya.
- Alfredo Mayo és el Capità Bruno, rígid però just.
- Luz Marquez és Piluca.
- Marta Mandel és Marta.

## Premis
La pel·lícula va rebre un premi de 325.000 pessetes als Premis del Sindicat Nacional de l'Espectacle de 1958.